# جائزة المجر الكبرى 1996
جائزة المجر الكبرى 1996 هو سباق فورمولا 1 أقيم بتاريخ 11 أغسطس 1996 في حلبة المجر، بودابست. كان الثاني عشر من أصل 16 في بطولة العالم لسباقات الفورمولا واحد موسم 1996. حلّ الكندي جاك فيلنوف أولا بينما جاء البريطاني دايمون هيل في المركز الثاني وحصل على المركز الثالث الفرنسي جان إليزي.